# SENT
SENT (Single Edge Nibble Transmission) ist eine serielle Schnittstelle, die mit 16 diskreten Pulsperioden pro Periode vier Bit überträgt. SAE J2716 definiert sowohl die physikalische Schnittstelle als auch das Protokoll. SENT wird für die Kommunikation von Sensoren und Steuergeräten in der Automobilelektronik verwendet.

## Eigenschaften
Es handelt sich um eine unidirektionale, asynchrone Spannungsschnittstelle, die drei Leiter benötigt: Versorgungsspannung (5 V), Signalspannung (Low-Pegel < 0,5 V, High-Pegel > 4,1 V) und Masse. Daten werden in Einheiten von 4 Bit = 1 Nibble übertragen, wofür die Zeit zwischen zwei fallenden Flanken in Einheiten einer Tick-Periode erfasst wird. Ein 8-Nibble-Datenrahmen umfasst je drei Nibbles für zwei Messkanäle (z. B. für Druck und Temperatur), ein Nibble für Fehlererkennung (CRC) und ein Nibble für Status und Kommunikation. Wahlweise können 5-Nibble-Rahmen mit nur einem Messkanal übertragen werden.

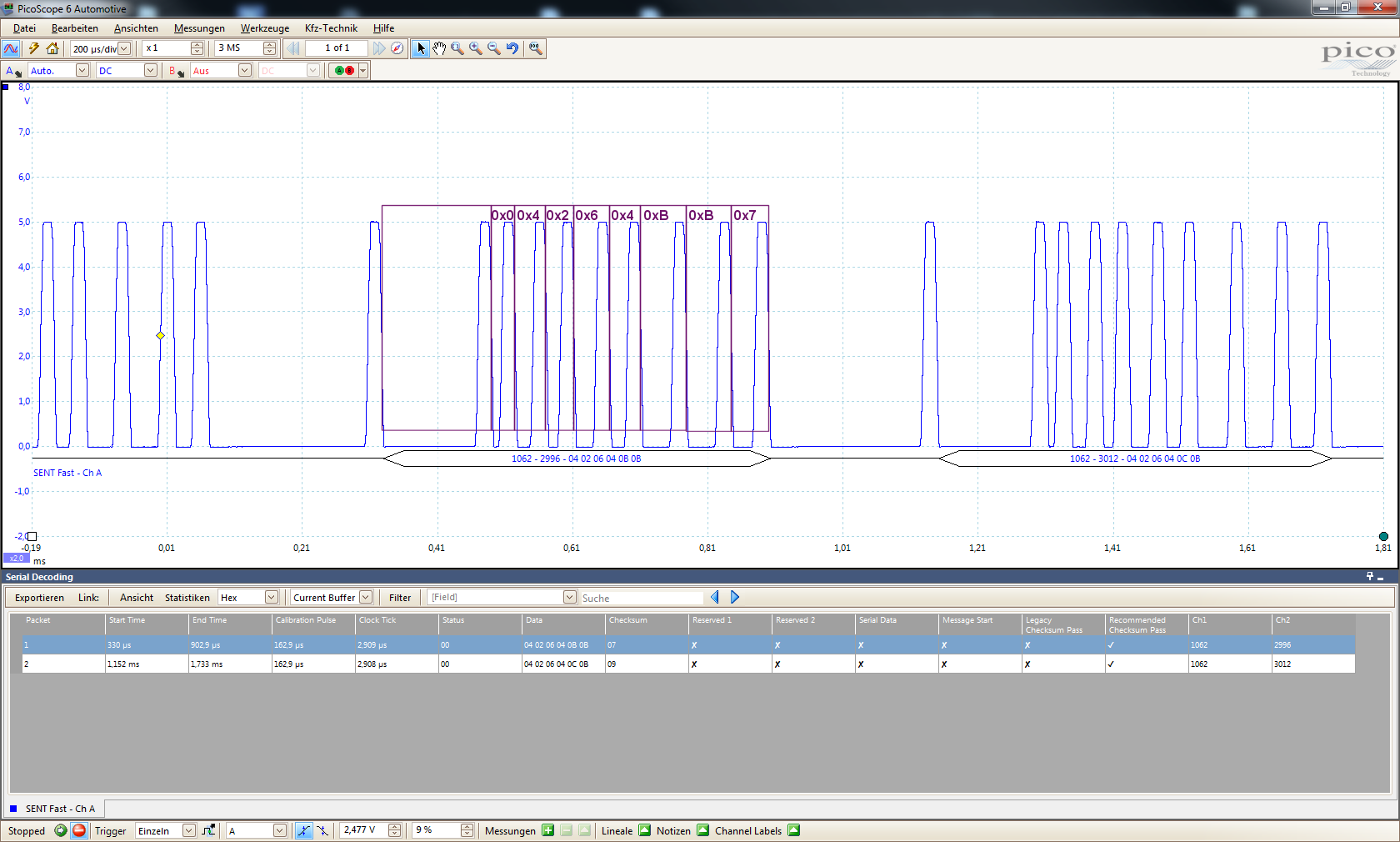
SENT Protokollanalyse

Jeder Rahmen beginnt mit einer 56 Ticks langen Synchronisationsperiode, aus der der Empfänger die Tick-Periode ermittelt, die normalerweise 3 µs beträgt. Am Ende eines Rahmens kann eine Pause folgen, um die unterschiedlich langen Rahmen mit fester Wiederholrate zu senden. 
Die meisten aktuellen Sensoren verwenden das sogenannte „Secure“-Format: auf drei Daten-Nibble folgen ein 8-Bit-Aufwärtszähler (zwei Nibble) sowie ein Nibble, das den invertierten Inhalt des ersten Daten-Nibbles enthält.
Ferner ist über zwei Bit aus dem Nibble für „Status und Kommunikation“ ein weiterer serieller Transportstrom definiert, über den zusätzliche Botschaften mit entsprechend langsamerer Übertragungsrate übertragen werden können ("slow channel"). Eine solche Botschaft besteht aus einer Kennung (ID), einem Wert und einer CRC-Prüfsumme über die Botschaft; der Katalog der vom Sensor unterstützten IDs wird typischerweise zyklisch übertragen. Die Übertragung erfolgt entweder mit 4 Bit ID und 8 Bit Daten in 16 aufeinanderfolgenden Datenrahmen (Short Message Format), oder mit 8 Bit ID und 12 Bit Daten in 18 aufeinanderfolgenden Datenrahmen (Enhanced Message Format).
Inhalte sind statische Werte wie z. B. Kennung des Sensortyps, Herstellerkennung, Sensorkennlinie (Zuordnung des Messwerts zu physikalischen Größen), aber auch veränderliche Werte wie z. B. Fehlercode oder Temperatur mit geringeren Anforderungen an die Wiederholrate.
Auf diese Weise kann eine automatische Erkennung von Sensorvarianten bzw. eine Erkennung von Falschverbau erfolgen.